# Ostrov, Sobrance
Ostrov este o comună slovacă, aflată în districtul Sobrance din regiunea Košice. Localitatea se află la altitudinea de 108 m deasupra n.m., se întinde pe o suprafață de 11,12 km2 și în 2017 număra 296 de locuitori.

## Istoric
Localitatea Ostrov este atestată documentar din 1336.

## Demografie
| An:                | 1994 | 2004   | 2014   | 2024   |
| ------------------ | ---- | ------ | ------ | ------ |
| Număr de persoane: | 287  | 275    | 295    | 306    |
| Diferență:         |      | −4,18% | +7,27% | +3,72% |

| An:                | 2023 | 2024   |
| ------------------ | ---- | ------ |
| Număr de persoane: | 312  | 306    |
| Diferență:         |      | −1,92% |